# Warszawa Wesoła (przystanek kolejowy)
Warszawa Wesoła – przystanek osobowy Polskich Kolei Państwowych obsługiwany przez Koleje Mazowieckie i Warszawską Szybką Kolej Miejską. Znajduje się w warszawskiej dzielnicy Wesoła przy przecięciu linii kolejowej z ul. 1 Praskiego Pułku WP.

## Historia
Po wybudowaniu linii kolejowej Warszawsko-Terespolskiej w 1867 roku, w Wesołej powstała platforma przeładunkowa służąca wojsku rosyjskiemu. Z czasem przekształciła się ona w przystanek osobowy.
Przystanek posiadał budynek stacyjny mieszczący kasy i poczekalnię, połączony z wiatą, który zlokalizowany był na peronie wyspowym. Na przełomie XX i XXI wieku przystanek był modernizowany. Peron wyspowy zastąpiono dwoma peronami bocznymi, a kasę biletową przeniesiono do pomieszczenia zastępczego.
W 2005 - trzy lata po włączeniu miasta w granice Warszawy - dokonano przemianowania nazwy stacji z Wesoła na Warszawa Wesoła. Tablice na peronach wymieniono jednak dopiero w 2011.

## Ruch pasażerski[4]
W roku 2021 wymiana pasażerska na przystanku wyniosła 767 tys. osób (2,1 tys. dziennie), co dało mu 92. miejsce w Polsce. W roku 2022 dobowa wymiana pasażerów na przystanku wynosiła 3,0 tys. osób.
| Rok  | Wymiana pasażerska na dobę |
| ---- | -------------------------- |
| 2017 | 5000                       |
| 2018 | 4200                       |
| 2019 | 1900                       |
| 2020 | 1900                       |
| 2021 | 2100                       |
| 2022 | 3000                       |
| 2023 | 1600                       |

## Opis przystanku

### Perony
Przystanek składa się z dwóch wysokich peronów bocznych o długości 200 m, leżących po przeciwnych stronach ulicy. Każdy peron posiada jedną krawędź peronową.
Na każdym peronie znajdują się dwie blaszane wiaty przystankowe z ławkami.

### Kasa biletowa
Blaszany barak, w którym mieści się kasa biletowa Kolei Mazowieckich znajduje się przy peronie pierwszym. Od pierwszej połowy 2009 roku, jest ona nieczynna.

### Przejazd kolejowy
Pomiędzy peronami znajduje się przejazd kolejowy w ciągu ulicy 1. Praskiego Pułku. Jest zabezpieczony rogatkami.

## Dojazd
Do przystanku Warszawa Wesoła można dojechać autobusami Zarząd Transportu Miejskiego wysiadając na przystanku PKP Wesoła.